# Bodhana Sivanandan
Bodhana Sivanandan, née en mars 2015, est une prodige d'échecs anglaise d'origine indienne d'ethnie Tamoule originaire de Harrow, une banlieue de Londres. Elle a obtenu le titre de maître International féminin en 2025.

## Carrière aux échecs
Sivanandan commence à jouer aux échecs pendant le confinement en 2020. En 2022, elle déclare : « J'aime jouer aux échecs parce que cela m'aide à reconnaître des motifs, à me concentrer, à apprendre à élaborer des stratégies et à calculer des coups à l'avance. J'aime aussi la façon dont les pièces se déplacent sur l'échiquier, surtout le chevalier. » 
En 2022, elle est reconnue comme jeune prodige des échecs après avoir remporté à l'âge de 6 ans seulement les médailles d'argent en rapide et en blitz chez les filles européennes de moins de 8 ans. Quinze mois après avoir appris à jouer, Sivanandan est la première fille mondiale en blitz pour son groupe d'âge avec 322 points Elo d'avance dans le classement de la FIDE.
Lors du championnat européen des écoles, organisés à Rhodes en mai 2022, Sivanandan remporte les 24 parties qu'elle dispute et remporte trois médailles d’or.
En août 2022, Sivanandan participe au championnat britannique d'échecs à Torquay. Elle y est alors la plus jeune candidate. Après deux victoires et un match nul, elle bat Kumar Soham, alors champion britannique des moins de 12 ans, avant d'être battue par le grand maître Keith Arkell qui déclare  « Je n'ai gagné qu'en raison de son inexpérience ».
En 2023, elle remporte le championnat du monde d'échecs de la jeunesse dans la catégorie des filles de moins de 8 ans.
À l'âge de 8 ans, avec une performance de 2316 Elo et 8½ points gagnés en 13 parties, Sivanandan obtient le meilleur score des participantes féminines au tournoi de blitz du Championnat d'Europe d'échecs de rapide et de blitz de 2023 à Zagreb,. En particulier, elle obtient la nulle contre Vladislav Nevednicii devenant ainsi l'une des plus jeunes joueuses de l'histoire à obtenir la nulle contre un grand maître,,. Elle se classe ainsi, en janvier 2024, avec 2107 points Elo en blitz, à la 3e place des meilleures joueuses anglaises et au 31e rang mondial des filles de 20 ans et moins. 
Le 11 août 2025, elle devient la plus jeune joueuse de l’histoire à battre un grand maître international ( Peter Wells ) à l’âge de dix ans , cinq mois et trois jours. 